# Tankred z Hauteville

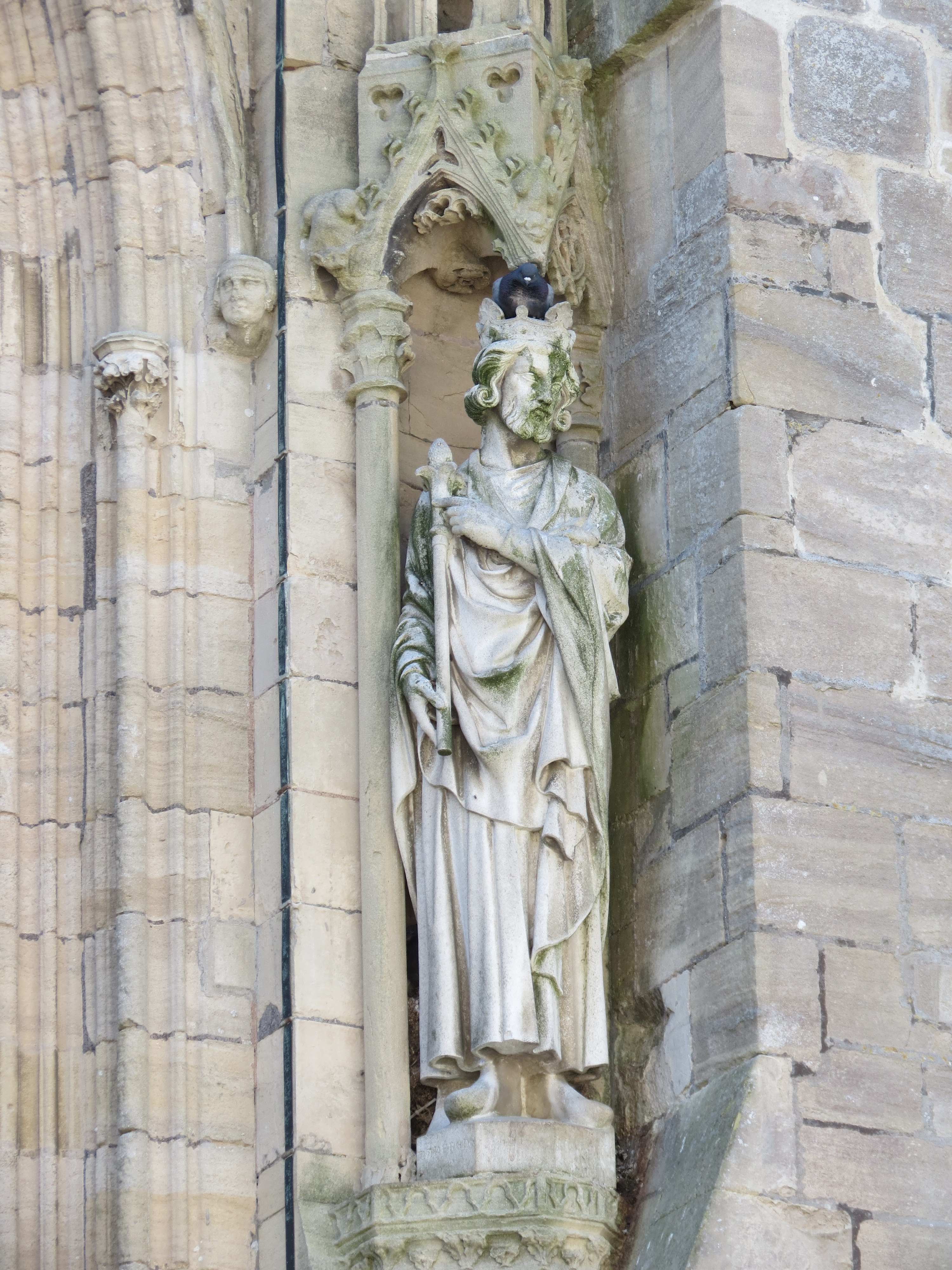
rzeźba przedstawiająca Tankreda z Hauteville, znajdująca się na północnej fasadzie katedry w Coutances

Tankred z Hauteville (ur. przed 990, zm. 1041) – rycerz normandzki, założyciel rodu Hauteville. 
Pochodził z położonej w dolnej Normandii wsi Hauteville-la-Guichard, nie jest jednak pewne czy tam właśnie się urodził. Dwukrotnie żonaty, miał 12 synów i co najmniej dwie córki. Sposób w jaki udało mu się wszystkich swoich synów uczynić rycerzami pozostaje nieznany, najprawdopodobniej szkolili się i zdobywali oni majątek służąc bogatszym panom normandzkim. Pozwoliło to później większości z nich dołączyć do rycerzy normańskich w południowej Italii i zbudować potęgę rodu. Większość z jego synów została hrabiami i/lub książętami.  
|                                         |                                         | 1. Muriella                                                 | 1. Muriella                                                 | Tankred z Hauteville (przed 990-1041) | Tankred z Hauteville (przed 990-1041) | 2. Fressenda                                         | 2. Fressenda                                         |                                        |                                        |
|                                         |                                         |                                                             |                                                             |                                       |                                       |                                                      |                                                      |                                        |                                        |
|                                         |                                         |                                                             |                                                             |                                       |                                       |                                                      |                                                      |                                        |                                        |
|                                         | 1                                       |                                                             | 1                                                           |                                       | 1                                     |                                                      | 1                                                    |                                        | 1                                      |
| Serlo (zm. 1041)                        | Serlo (zm. 1041)                        | Beatrycza (zm. 1101) x 1. Herman z Mortein, 2. Roger        | Beatrycza (zm. 1101) x 1. Herman z Mortein, 2. Roger        | Gotfryd (zm. 1071) hr. Loritello      | Gotfryd (zm. 1071) hr. Loritello      | Wilhelm Żelaznoręki (zm. 1046) hr. Apulii i Kalabrii | Wilhelm Żelaznoręki (zm. 1046) hr. Apulii i Kalabrii | Drogo (zm. 1051) hr. Apulii i Kalabrii | Drogo (zm. 1051) hr. Apulii i Kalabrii |
|                                         | 1                                       |                                                             | 2                                                           |                                       | 2                                     |                                                      | 2                                                    |                                        | 2                                      |
| Onufry (zm. 1057) hr. Apulii i Kalabrii | Onufry (zm. 1057) hr. Apulii i Kalabrii | Robert Zwinny (1016-1085) ks. Apulii i Kalabrii, ks. Amalfi | Robert Zwinny (1016-1085) ks. Apulii i Kalabrii, ks. Amalfi | Mauger (zm. 1056) hr. Kapitanaty      | Mauger (zm. 1056) hr. Kapitanaty      | Wilhelm (zm. 1080) hr. Pryncypatu                    | Wilhelm (zm. 1080) hr. Pryncypatu                    | Alfred                                 | Alfred                                 |
|                                         | 2                                       |                                                             | 2                                                           |                                       | 2                                     |                                                      | 2                                                    |                                        |                                        |
| Humbert                                 | Humbert                                 | Tankred                                                     | Tankred                                                     | Roger                                 | Roger                                 | Fressenda x Ryszard I, ks. Kapui                     | Fressenda x Ryszard I, ks. Kapui                     |                                        |                                        |